# Hengstebeck
Hengstebeck ist ein Ortsteil der Stadt Lennestadt im Kreis Olpe in Nordrhein-Westfalen.

## Lage
Der Ortsteil Hengstebeck liegt im westlichen Bereich der Stadt Lennestadt nördlich von Kirchveischede in direkter Nachbarschaft zur Stadt Attendorn. Durch den Ort fließt der Hengstebecker Bach. Östlich erhebt sich der 423 m hohe Ebberg. Östlich und südlich verläuft die B 55.